# Walter Grellmann
Friedrich Max Walter Grellmann (* 16. Oktober 1888 in Pieschen; † 29. Januar 1963 in Unnau) war ein deutscher Politiker (DNVP) und zwischen 1920 und 1933 mehrfach Mitglied des Sächsischen Landtages.

## Leben
Nach dem Besuch der Volksschule von 1892 bis 1902 wurde Grellmann von 1903 bis 1910 am Lehrerseminar in Stollberg/Erzgeb. ausgebildet. 1910 bis 1911 diente er im Infanterie-Regiment 134 in Plauen. Anschließend war er als Vikar in Gröba, Merschwitz und Nünchritz tätig und danach als Hilfslehrer in Folbern bei Großenhain. Ab 1913 arbeitete Grellmann als Lehrer in Russland und wurde dort nach Ausbruch des Ersten Weltkrieges in verschiedenen Orten interniert. Im Juni 1918 kehrte er nach Deutschland zurück und war später als Schulleiter in Tröbigau beschäftigt. Grellmann war Mitglied des Sächsischen Erzieherbundes und Ehrenvorsitzender des Deutschnationalen Jugendbundes Bischofswerda und Umgebung.
Grellmann war in der 1. Wahlperiode des Sächsischen Landtages in der Weimarer Republik von 1920 bis 1922 Abgeordneter für die Deutschnationale Volkspartei. In der 2. Wahlperiode war er ab 14. Dezember 1922 als Nachrücker für den verstorbenen Abgeordneten Oswin Schmidt bis 1929 erneut Mitglied des Sächsischen Landtages. Im Jahr 1933 gehört er nach der Gleichschaltung abermals dem sächsischen Landesparlament an.
Er starb 1963 in Unnau.